# Élections générales espagnoles de 1905
Les élections générales espagnoles de 1905 sont les élections à Cortès tenues en Espagne le dimanche 10 septembre 1905, au suffrage universel masculin. Il s'agit des 11es élections sous l’égide de la Constitution de 1876, les 12es de la Restauration et les deuxièmes du règne effectif d'Alphonse XIII.
Comme lors de toutes les élections de la Restauration, elles donnent la majorité au parti nouvellement nommé au gouvernement, en l’occurrence le Parti libéral, gouvernement présidé par Eugenio Montero Ríos. Le résultat était en effet en grande partie déterminé à l'avance (« encasillado ») grâce à la fraude électorale systématique réalisée via le réseau de caciques déployé sur tout le territoire. En effet, dans le régime politique de la Restauration, les gouvernements changeaient avant les élections et non après, comme c'est normalement le cas dans un régime parlementaire,,.

## Résultats au Congrès des députés
Le taux de participation est inconnu. Les données étaient fréquemment manipulées au bénéfice du gouvernement, qui obtient une claire majorité avec 229 sièges.
| Parti/Faction              | Sièges |
| -------------------------- | ------ |
| Conservateurs officiels    | 96     |
| Conservateurs indépendants | 26     |
| Libéraux ministériels      | 229    |
| Union républicaine         | 30     |
| Indépendants               | 11     |
| Démocrates                 | 9      |
| Carlistes et intégristes   | 5      |
| TOTAL                      | 406    |